# Theridion geminipunctum
Theridion geminipunctum là một loài nhện trong họ Theridiidae.
Loài này thuộc chi Theridion. Theridion geminipunctum được Ralph Vary Chamberlin miêu tả năm 1924.